# Xanthopimpla flaviceps
Xanthopimpla flaviceps là một loài tò vò trong họ Ichneumonidae.